# 中国国民党革命委员会湖北省委员会
中国国民党革命委员会湖北省委员会，简称民革湖北省委、湖北民革，是中国国民党革命委员会在湖北省的地方组织。